# 苻娀娥
苻娀娥（4世纪—404年），十六国后燕昭文帝慕容熙的昭仪（高级妃嫔），皇后苻訓英的姐姐。
姐妹俩的父亲是前秦的皇族苻謨。永康二年（397年）慕容詳在中山自立为帝时，苻謨家族惨遭屠杀，只有姐妹俩人侥幸逃脱，几经流离，后来来到慕容熙身边。姐妹俱有国色，崇尚奢华，以妹妹苻训英尤其得到慕容熙的爱恋。
光始二年（402年）十一月，慕容熙封苻训英为贵嫔，同时也封她的姐姐苻娀娥为贵人。光始三年十二月二十（404年1月18日），慕容熙立苻訓英为皇后，晋升苻娀娥为昭仪。
光始四年（404年）秋七月，苻娀娥生病，龙城人王温自告奋勇来医，结果医死了，慕容熙将王温车裂然后焚毁尸体，追晋苻娀娥为愍皇后。